# 澤野工房
澤野工房（さわのこうぼう）は、大阪市浪速区にある履物屋・ジャズ・レーベルである。アトリエ澤野（あとりえさわの、Atelier Sawano）の商号も持つ。「聴いて心地よかったらええやんか」というシンプルなコンセプトの下、CD・DVDの制作や販売を行い、その品質の高さでジャズ愛好家の支持を集めているレーベルである。

## 略歴
大阪・新世界の履物屋の4代目店主・澤野由明は、大学生時代から「日本で買うレコードがなくなるほど買い集めた」熱狂的なジャズ好きであった。同じくジャズ好きの3歳下の弟はしばしばヨーロッパにジャズのレコードを買いに出かけ、その際澤野もレコードを買ってきてもらっていた。それも当初は趣味に過ぎなかったが、弟がフランスに移住したのをきっかけに、1980年に澤野商会を設立した。
設立当初は、日本のジャズレコードをヨーロッパに輸出し、紹介することが事業の中心であった。3年後にはレコード制作と輸入販売も開始し、オランダのクリス・クロス・ジャズ（en:Criss Cross Jazz）の日本初の代理店にもなったが、1980年代後半、レコードからCDに媒体が切り替わったあおりで業績不振に陥り、1990年に輸出事業からの撤退を余儀なくされた。
それでも5年後には輸出事業を復活させ、1998年からCD制作に乗り出した。このCDの品質が評価され、次第に大手CD店で澤野の商品が扱われるようになり、2000年1月23日付のHMVモダンジャズチャートでは、ウラジミール・シャフラノフ（sv:Vladimir Shafranov）「ポートレイト・イン・ミュージック」が1位を獲得したのを筆頭に、上位20位までに澤野の作品が4つ入るほど知られるようになってきた。
2002年に法人化し、有限会社澤野工房となった。この年からDVD制作も開始し、また所属ミュージシャンによるコンサートを主宰するようになった。
その活動は行政にも注目され、浪速区と協力したジャズフェスタもこれまでに開催されている。
なんばパークスにある雑貨店「&音(andon)」に澤野工房コーナーが設置されており、澤野工房の全作品を販売している。

## 澤野工房からCDが発売されたミュージシャン
過去に澤野工房からCDをリリースしたミュージシャンを記す。なお、発売年月日順であり、現在も所属しているか否かは問わない。
- ジョルジュ・アルヴァニタス（Georges Arvanitas）
- ミシェル・ハー（en:Michel Herr）
- ウラジミール・シャフラノフ（Vladimir Shafranov）
- ダニエル・ユメール（Daniel Humair）
- ルネ・ユルトルジェ（en:René Urtreger）
- ピエール・ミシュロ（Pierre Michelot）
- ジョバンニ・ミラバッシ（en:Giovanni Mirabassi）
- ロブ・マドナ（de:Rob Madna）
- アントニオ・ファラオ（en:Antonio Faraò）
- クラウス・ヴァイス（de:Klaus Weiss）
- ジョルジュ・パッチンスキー（fr:Georges Paczynski）
- ミシェル・グレイエ（fr:Michel Graillier）
- リカルド・デル・フラ（fr:Riccardo Del Fra）
- アントワン・エルヴェ（en:Antoine Hervé）
- 山中千尋
- スティーヴ・レイシー（Steve Lacy）
- ジャン・フィリップ・ヴィレ（Jean-Philippe Viret）